# 王全兴
王全兴（1965年10月—），四川省邻水县人，汉族，无党派人士。中华人民共和国政治人物、第十三届全国人民代表大会四川地区代表。

## 生平[1]
- 1982年9月-1986年7月，西南財經大學會計系會計學學習，獲經濟學學士學位
- 1986年7月-1991年12月，達縣地區審計局工作（其間：1986年9月-1987年07達縣麻柳中學支教）
- 1991年12月-1994年3月，達縣地區（達川地區）審計局副主任科員
- 1994年3月-1995年8月，達川地區審計局工交審計科副科長
- 1995年8月-1997年8月，達川地區審計局局長助理（其間：1995年10月-1996年01達川地委黨校第二期青干班學習）
- 1997年8月-2000年11月，達川地區（達州市）審計局副局長
- 2000年11月-2005年2月，達州市工商聯（總商會）會長、市審計局副局長（其間：2003年7月-2004年01上掛四川省工商行政管理局消保處任副處長）
- 2005年2月-2011年7月，達州市政協副主席、市工商聯主席、總商會會長
- 2011年7月-2012年4月，達州市人民政府副市長、市工商聯主席
- 2012年4月-月，達州市人民政府副市長（其間：2014年3月-2015年02上掛國務院扶貧辦規劃財務司任副司長）
- 四川省九屆、十屆政協委員；四川省第七屆、八屆、九屆工商聯（商會）常委；達州市第三屆、四屆人大代表；達州市第一屆、二屆、三屆政協委員，第一屆政協常委。2018年2月24日，当选为第十三届全国人大代表[2][3][4][5]。